# Bettina Lohmeyer
Bettina Lohmeyer (* 5. August 1969 in Walsrode) ist eine deutsche Schauspielerin, Schauspielcoach und Regisseurin.

## Leben und Karriere
Bettina Lohmeyer absolvierte von 1991 bis 1995 ihre Ausbildung an der Berliner Hochschule der Künste (heute: Universität der Künste Berlin)
Sie war 6 Jahre am Maxim Gorki Theater in Berlin engagiert, außerdem am Schauspielhaus Hannover und Staatstheater Mainz und wirkte in zahlreichen Film- und Fernsehproduktionen mit (z. B. in „Der letzte Zeuge“, „SOKO Leipzig“, „Der Baader Meinhof Komplex“ und „Der Fall Collini“).
2012 folgte sie einer Einladung von Susan Batson und ging nach New York. Dort entwickelte und schrieb sie einen Bette Davis Soloabend, den sie von 2013 bis 2015 im Times Square Arts Center in NYC spielte.
Seit 2004 ist Bettina Lohmeyer außerdem als Schauspielcoach und Schauspieldozentin tätig: Neben Lehraufträgen an staatlichen Schauspielschulen (UdK Berlin, Hochschule für Musik und Theater Leipzig, Folkwang Universität Essen, Universität Mozarteum Salzburg) ist sie als Schauspielcoach für Film und Fernsehen tätig. Sie leitet regelmäßig Schauspiel-Workshops und Film-Seminare in Zürich, Paris, Wien und Berlin und betreut Profi-Schauspielerinnen und Schauspieler im Einzelcoaching vor/bei Dreharbeiten und Theaterproduktionen.
Als Regisseurin hat sie 2022 am Volkstheater Rostock die deutsche Erstaufführung von Adeline Dieudonnés „Bonobo Moussaka“ inszeniert, am Theater Baden-Baden 2025 das MeToo-Stück „TooUglyForCinderella“ als Gastspielpremiere.
Bettina Lohmeyer arbeitet seit über 30 Jahren kontinuierlich mit Susan Batson (Schauspielcoach von Nicole Kidman und Juliette Binoche) und hat 2013 angefangen am Susan Batson Studio in New York zu unterrichten. Zusammen mit der Filmregisseurin Jeanette Wagner leitet sie seit einigen Jahren am ISFF Berlin das Camera Actors Studio.
2025 ist sie als Strafverteidigerin Catherine Carson in „The Jury“ in Berlin und Hamburg auf der Bühne zu sehen. Als Bette Davis in Bette Davis... Fasten Your Seatbelts! steht sie ab dem 18. November in Zürich wieder auf der Bühne.

## Theaterrollen
Lohmeyer spielte am Maxim Gorki Theater u. a. Laura in Tennessee Williams` Die Glasmenagerie, Lieschen in Der Hauptmann von Köpenick, Sophie in Clavigo, Jill in Kochen mit Elvis, Walburga in Die Ratten. Am Staatstheater Mainz spielte sie u. a. Sophie in Was ihr wollt von William Shakespeare, am Schauspielhaus Hannover den Soloabend: Baal und ich (Alexa Hennig von Lange) und Julia in Dea Lohers Blaubart - Hoffnung der Frauen. Als Doris in Irmgard Keuns Das kunstseidene Mädchen war sie 2004 wieder auf einer Berliner Bühne zu sehen, am Schauspielhaus Graz spielte sie 2009 sämtliche Frauenrollen im Radetzkymarsch und in New York stand sie von 2013 bis 2015 als Bette Davis auf der Bühne. Diesen Soloabend spielt sie weiterhin in Europa.

## Filmografie

### Serien
- 1997: Türkischer Honig
- 2000: Für alle Fälle Stefanie
- 2001: Die Cleveren
- 2002: Der letzte Zeuge
- 2003: SOKO Leipzig
- 2005–2006: Hinter Gittern – Der Frauenknast
- 2009: Wege zum Glück
- 2013: Meine Wunderbare Familie
- 2017: Ein Sommer im Allgäu
- 2023: Die Heiland – Wir sind Anwalt
- 2024: SOKO Wismar

### Filme
- 2002: Lovesick
- 2004: Delphinsommer
- 2007: Der Baader Meinhof Komplex
- 2010: Fremdgehen
- 2013: Pastor Paul
- 2013: 24/7
- 2018: Wuff – Folge dem Hund
- 2019: Der Fall Collini
- 2024: Leise Feuer

### Theater
- 1994–1995: Theater in Reutlingen
- 1995–2001: Maxim-Gorki-Theater Berlin
- 1991–2001: Staatstheater Hannover
- 2001: Junges Theater Göttingen
- 2002–2003: Staatstheater Mainz
- 2003–2004: Sophiensaele Berlin/Kampnagel Hamburg
- 2004: Theater im Palais, Berlin
- 2009: Schauspielhaus Graz
- 2013–2015: Susan Batson Studio Theater, NYC
- 2018: English Theatre Berlin
- 2025: Theater im Delphi, Berlin